# Zbiór potrzebniejszych wiadomości
Zbiór potrzebniejszych wiadomości – jedna z pierwszych polskich encyklopedii, napisana przez Ignacego Krasickiego, wydana po raz pierwszy w Warszawie i we Lwowie w latach 1781–1783  . 

## Historia

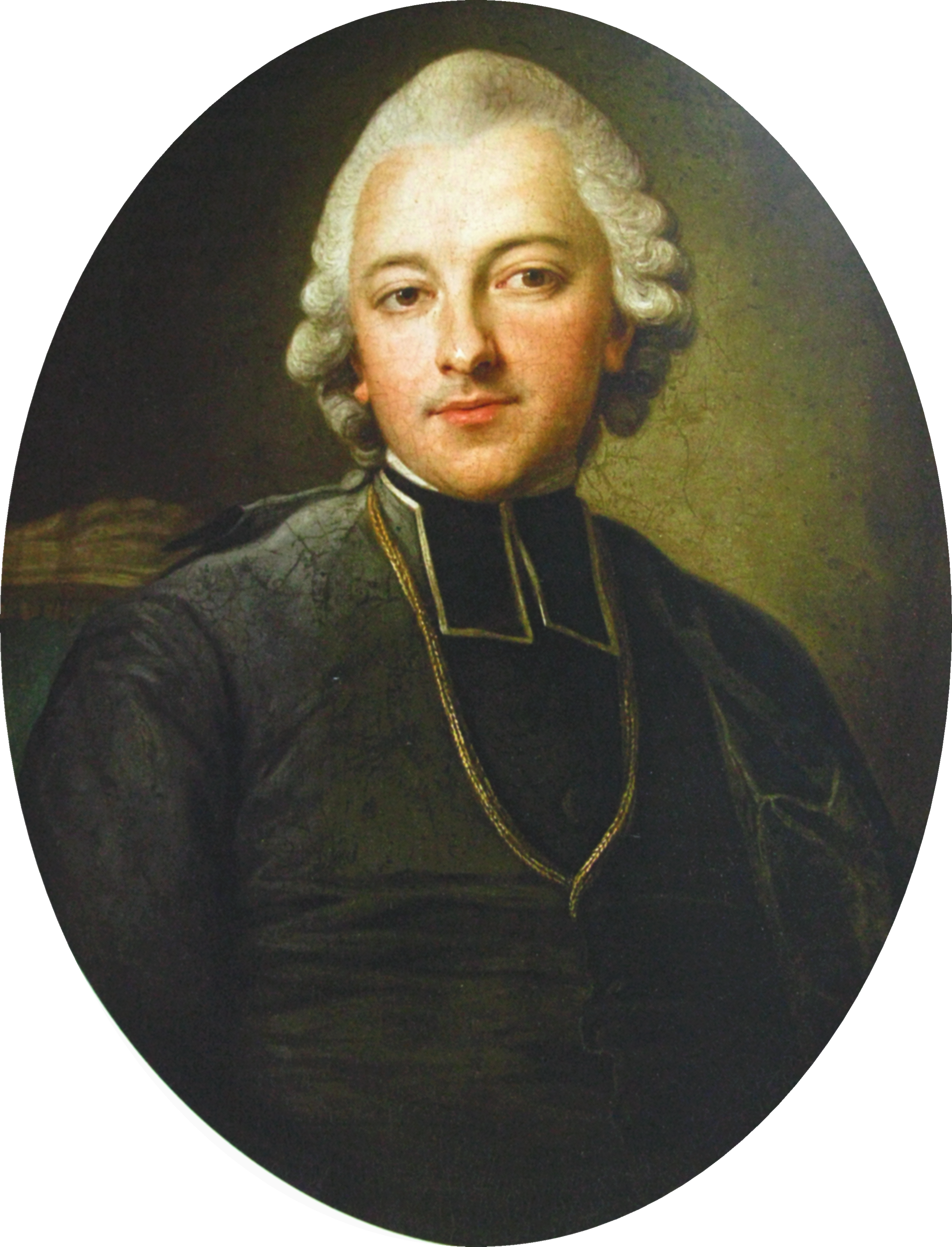
Twórca encyklopedii – Ignacy Krasicki

Autorem był znany polski poeta i bajkopisarz Ignacy Krasicki inspirujący się oświeceniowym dorobkiem encyklopedystów francuskich Jeana le Ronda d’Alemberta, Denisa Diderota oraz Woltera, których poznał osobiście goszcząc we Francji .
W 1780 roku Krasicki przyjechał z Lidzbarka Warmińskiego do Warszawy przywożąc ze sobą manuskrypt przygotowywanego do druku Zbioru potrzebniejszych wiadomości. Zaprezentował go w czasie słynnych obiadów czwartkowych odbywających się u króla polskiego Stanisława Augusta Poniatowskiego, gdzie w szerszym gronie omówiono zawartość tej publikacji, a także wniesiono poprawki i omówiono publikację. Druk zlecony został warszawskiemu drukarzowi i wydawcy Michałowi Gröllowi, który 20 maja 1780 roku ogłosił subskrypcję na Zbiór potrzebniejszych wiadomości. Tom pierwszy ukazał się pod koniec 1781 r., a drugi pod koniec 1782   .
Krasicki uzupełnił potem dzieło, które ostatecznie osiągnęło liczbę sześciu tomów i wydano zostało już po jego śmierci w Warszawie jako część zbiorowego wydania jego dzieł. Wersję sześciotomową wydał w latach 1828–1833 Adam Jakubowski w warszawskiej drukarni Natana Glücksberga .

## Zawartość
Pełny tytuł dzieła brzmiał Zbiór potrzebniejszych wiadomości porządkiem alfabetu ułożonych. Była to dwutomowa encyklopedia, której hasła miały nowoczesny układ alfabetyczny oraz regest tematyczny. Miała charakter popularny; zawierała głównie krótkie objaśnienia haseł z wyraźnym naciskiem na tematykę polską. Istniało niewiele dłuższych haseł: o Chełmińskiem województwie, o Komissyi edukacyi obojga narodów, o Aleksandrze Lisowskim, o marszałku w Polsce, o monecie, o Niemnie, o orderach polskich, o Polsce .
Oprócz tematyki polskiej encyklopedia zawierała również hasła związane z chrześcijaństwem, klasyczną terminologią wywodzącą się ze starożytnej Grecji oraz Rzymu, a część dotyczyła także zagadnień geograficznych, tematyki orientalnej – blisko- i dalekowschodniej .
Nie wszystkie opisy haseł są autorstwa Krasickiego: część z nich literaturoznawcy przypisują innym autorom. Problematyka ta stała się przedmiotem polemiki, a najbardziej znaną jest dyskusja nad hasłem poezja, którego autorstwo przypisuje się krytykowi literackiemu księciu Adamowi Czartoryskiemu .

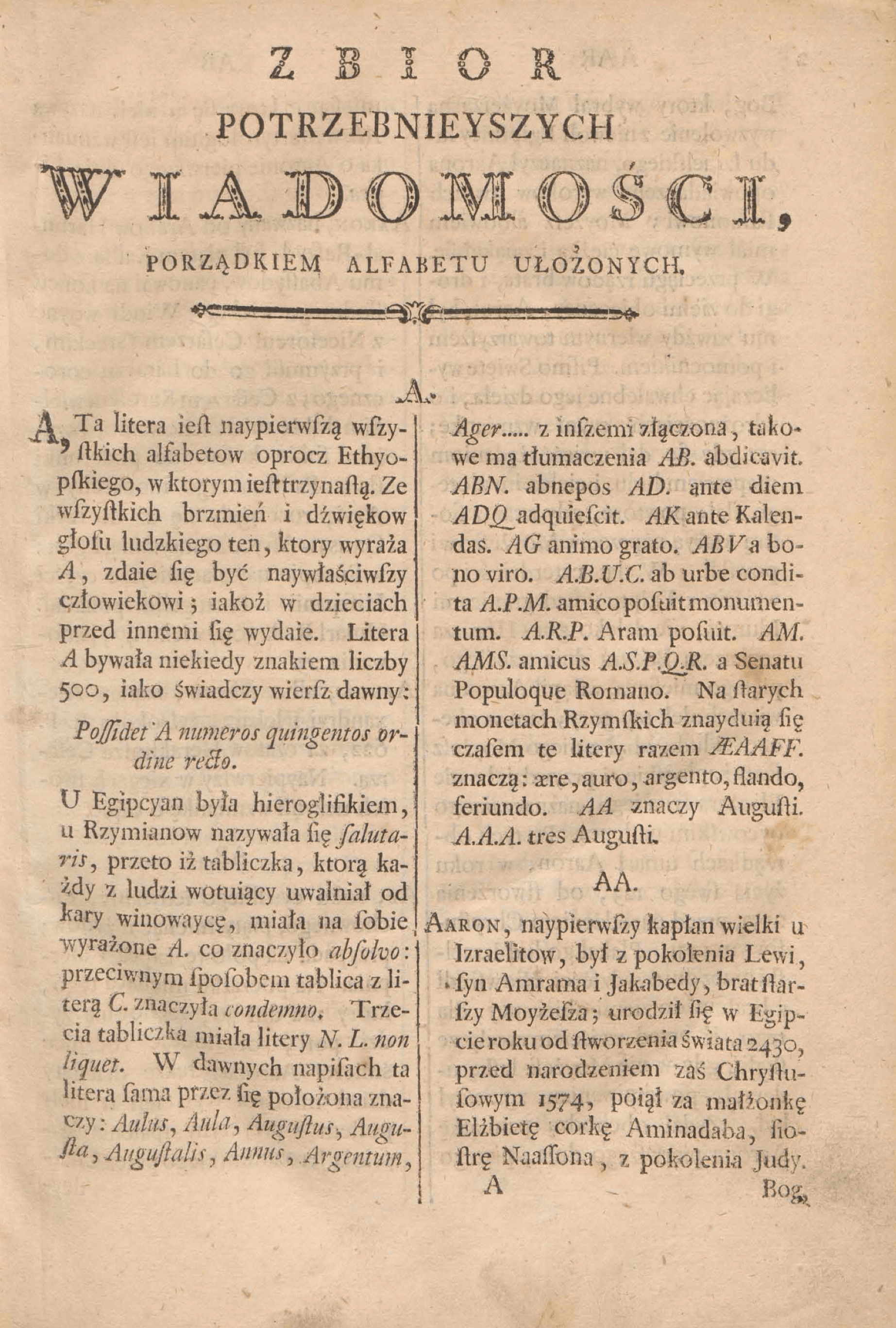
Hasła na literę „A” z tomu I
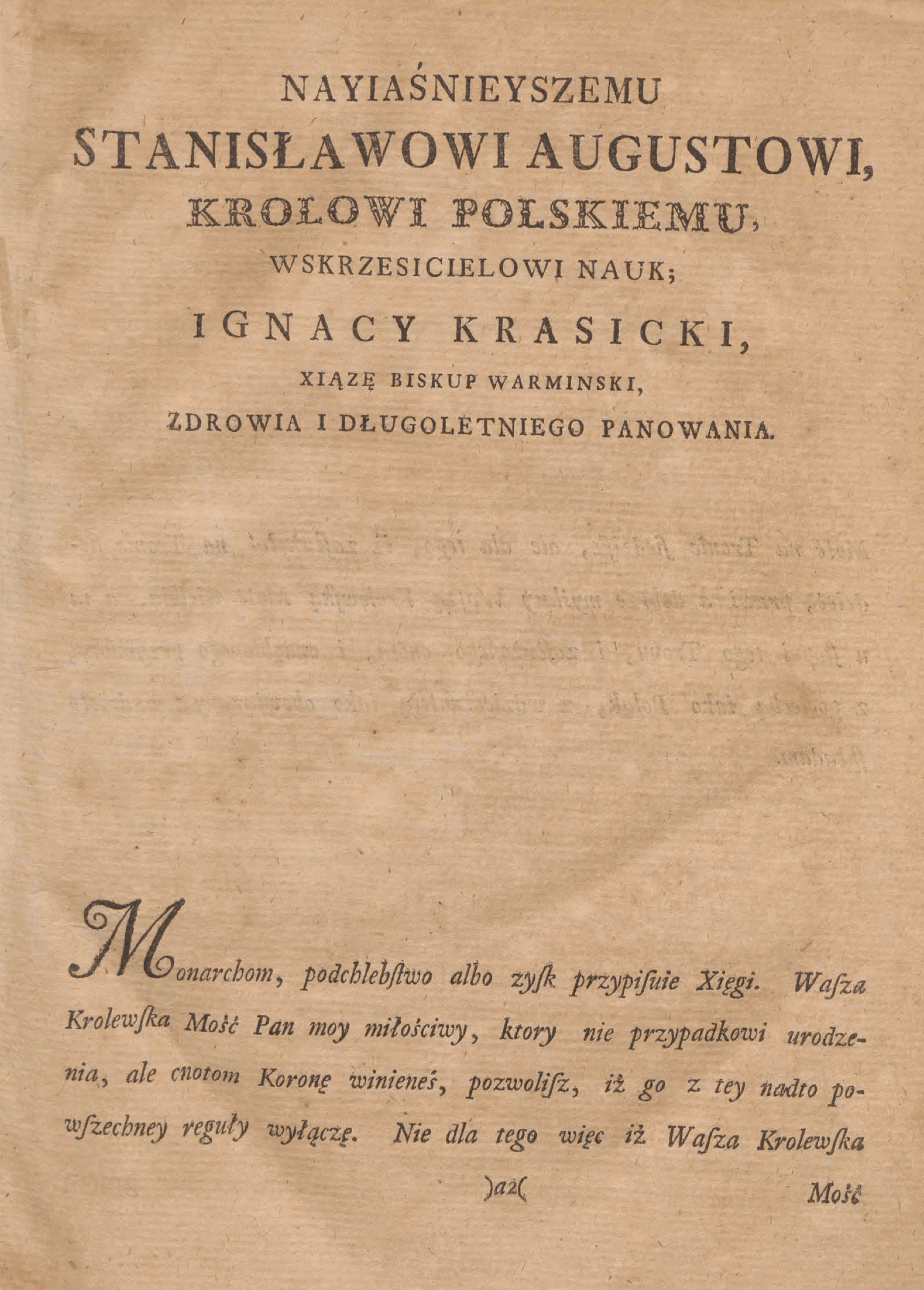
Dedykacja królowi Stanisławowi Poniatowskiemu
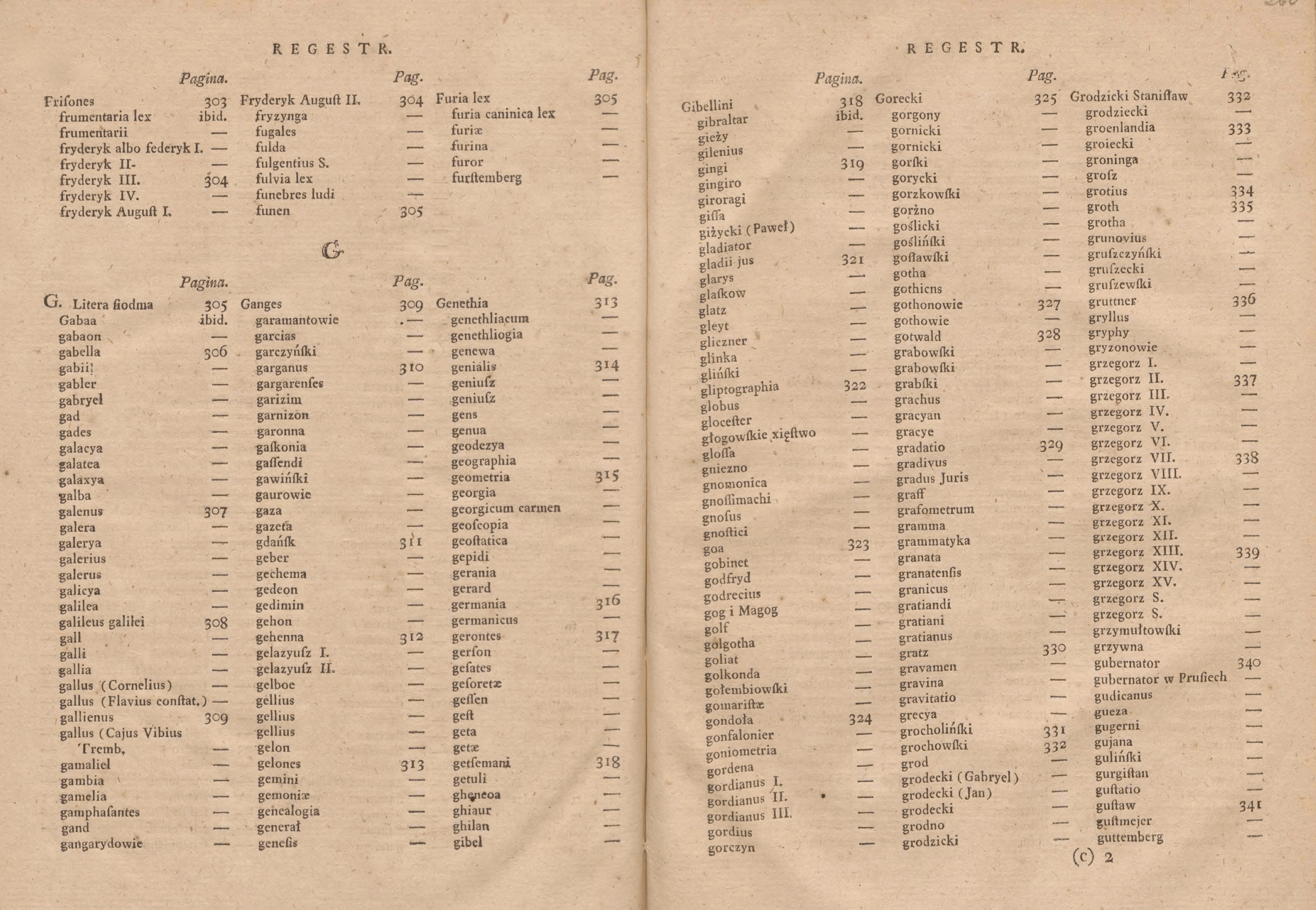
Regest tematyczny